# Ayaka Takahashi
Ayaka Takahashi, född den 19 april 1990, är en japansk badmintonspelare som vann OS-guld i dubbel tillsammans med Misaki Matsutomo vid Olympiska sommarspelen 2016. Det var den första olympiska guldmedaljen som Japan vann i badminton någonsin. Den 20 april 2017 rankades dubbelparet Takahashi och Matsutomo som sjua i världen av Badminton World Federation.